# Charles-Joseph Panckoucke
Pour les articles homonymes, voir Panckoucke.
Charles-Joseph Panckoucke, né le 26 novembre 1736 à Paris où il est mort le 19 décembre 1798, est un libraire-éditeur français, propriétaire de plusieurs journaux. À l'origine de l'Encyclopédie méthodique, Il est le créateur du premier empire économique du livre en France.

## Biographie
Né en novembre 1736 à Paris, il est fils d’André Joseph Panckoucke, lui-même écrivain, libraire et éditeur à Lille. À la mort de son père en janvier 1753, sa mère reprend la direction de l'entreprise familiale et développe le catalogue des éditions. Se destinant initialement à l'enseignement, il étudie, pendant quatre ans, les mathématiques appliquées, avant de prendre la direction de la librairie familiale, en septembre 1757. Il s’installe à Paris en 1762, après avoir passé six semaines en prison motivées par une sombre affaire de Mémoire qui aurait froissé certains membres de la haute société lilloise.
Éprouvant, à ses débuts, peu de gout pour la librairie, qu’il n’avait repris que pour soutenir sa famille, son esprit audacieux et entreprenant le fait rapidement réussir là où sa mère chancelait. En 1764, il acquiert le fonds du libraire parisien Michel Lambert, à l’enseigne du Parnasse, éditeur de l’Année littéraire, de Fréron, qu’il enrichira avec le privilège du Mercure de France, de la Gazette de France, du Journal politique de Genève, etc.
En 1768, il achète l'Hôtel de Thou, rue des Poitevins, qui devient à la fois son domicile, sa librairie, et l'atelier de sa maison d'édition.
Il se présente sans succès à l'Assemblée législative en 1791. En 1796, son gendre Henri Agasse prend officiellement sa succession.
Charles-Joseph Panckoucke, mort en décembre 1798 à l'âge de 62 ans, est inhumé au cimetière du Père-Lachaise (17e division). Son buste est réalisé en 1822 par François-Frédéric Lemot, membre de l'institut, dans le plus pur style néo-classique.

## Librairie
Arrivé à Paris en 1762, Panckoucke achète en deux ans le fonds des librairies Michel Lambert, Durand, Anisson-Duperron  et Regnard de Montenault avec des crédits sur cinq et dix ans. En août 1764, il devient libraire de l'Imprimerie Royale, participant à la diffusion de son importante production. De 1764 à 1769 il rénove son fonds, se débarrassant d'éditions vieillies pour acquérir des valeurs sûres, telles que le privilège pour 30 ans des Fables de La Fontaine dans une édition illustrée d'après Oudry, des parts dans le Dictionnaire de Moreri, le Dictionnaire de La Martinière, le Dictionnaire de Trévoux, le Dictionnaire d'Architecture civile, militaire et navale et l'Histoire des voyages de l'abbé Prévost, tous ouvrages mis en vente dans la librairie. En 1766, il achète également à l'éditeur suisse Gabriel Cramer sa Collection complète des œuvres de M. de Voltaire, qui s'écoule difficilement du fait de son format imposant.

## Édition
La plus grande partie de la production éditoriale de Panckoucke est constituée par des ouvrages monumentaux. La politique commerciale est simple : des prix bas, une bonne qualité de réalisation, de longs délais de paiement accordés aux libraires, et surtout la pratique de la souscription, qui permet de calibrer le tirage et d'accumuler le capital permettant le démarrage de l'impression.

### Ouvrages monumentaux

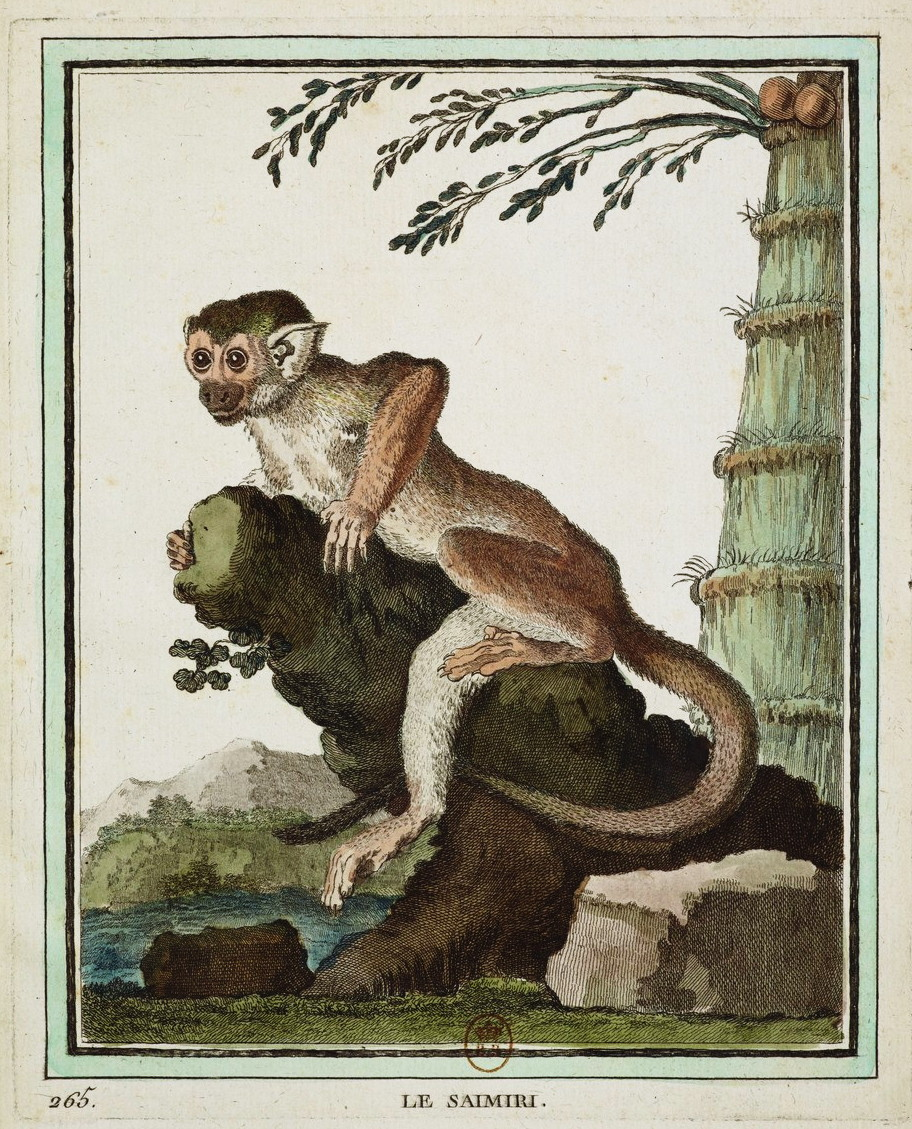
Saimiri ,extrait des Quadrupèdes de Buffon

Après avoir d'abord acquis le droit de commercialiser l'Histoire naturelle de Buffon en 1764, Panckoucke en continue l'édition en publiant les derniers volumes, puis entreprend une réédition, sans les descriptions anatomiques de Daubenton. Il lance en avril 1765 une édition de luxe regroupant les planches enluminées sur les oiseaux, une série de planches en couleurs sur les animaux quadrupèdes, puis l'Histoire des Minéraux, l'Histoire des Quadrupèdes ovipares et des serpents écrite par Lacépède, ainsi que des Œuvres complètes en format in-12.
Dans le même esprit, il complète et réédite les Mémoires et l'Histoire de l'Académie royale des Inscriptions et Belles-Lettres (64 volumes), ceux pour les Sciences (88 volumes), ainsi que la Collection académique et les Mémoires de l'Académie de Prusse. Il lance également un Répertoire universel et raisonné de Jurisprudence civile, criminelle, canonique et bénéficiale rédigé par Joseph-Nicolas Guyot, qui comptera 64 volumes, ainsi qu'un Dictionnaire universel des Sciences morales, économiques, politiques et diplomatiques écrit en 30 volumes par Jean-Baptiste Robinet. Il commande à Jean-François de la Harpe un Abrégé de l'Histoire générale des voyages de Prévost. Cet ensemble est l'une des bases de sa fortune.

#### Grand vocabulaire françois
Paru de 1767 à 1774, premier ouvrage d'ampleur initié par Panckoucke, le Grand Vocabulaire françois est à la fois un dictionnaire universel, un dictionnaire de langue et une grammaire. Il est principalement rédigé par Joseph-Nicolas Guyot, Sébastien-Roch-Nicolas de Chamfort et Ferdinand Camille Duchemin de la Chesnaye. Critique du Dictionnaire de Trévoux, il se positionne explicitement dans la lignée de l'Encyclopédie, tout en édulcorant certaines de ses positions et en critiquant parfois ses prises de position linguistiques. Les innovations qu'apporte ce Vocabulaire sont un large inventaire des noms propres et des usages populaires, une description poussée des verbes et des adjectifs — ces derniers sont absents du Dictionnaire de Trévoux — et l'intégration des aspects phonétiques et prosodiques. Les volumes s'écoulent à 3 000 exemplaires.

#### Œuvres complètesde Voltaire
En 1777, Panckoucke conçoit le projet d'une édition des Œuvres complètes de Voltaire. Il lui rend visite à Ferney pour recueillir son accord sur le principe et sur un plan rédigé par Jacques-Joseph-Marie Decroix. Mais reculant devant l'ampleur des investissements nécessaires et les difficultés politiques à prévoir, il cède l'affaire à Beaumarchais en 1779.

### Encyclopédies

#### Dérivés de l'Encyclopédie
Ce que Suzanne Tucoo-Chala qualifie d'« obsession encyclopédique » conduit à la publication de plusieurs ouvrages.
En 1768, Panckoucke rachète au libraire Le Breton les droits et les cuivres des planches de l'Encyclopédie. Il souhaite d'abord réaliser une édition révisée, mais s'en voit refuser le privilège par le chancelier Maupéou. Celui-ci n'accorde qu'un droit de réimpression, ce qui ne l'empêche pas d'en faire saisir les trois premiers volumes. Panckoucke, en association avec Pierre Rousseau et Marc-Michel Rey, fait donc réaliser par Jean-Baptiste-René Robinet un Supplément en quatre volumes et un volume de planches, qui paraissent en 1776 et 1777. Suivent en 1780 les deux volumes de Tables réalisées par le pasteur Mouchon.
En 1777, Panckoucke s'associe avec le libraire lyonnais Joseph Duplain pour une édition de l'Encyclopédie au format in-4 en 32 volumes dont 3 de planches, imprimée à Genève et tirée à 4 000 exemplaires. Cette encyclopédie dite du Lac, fait l'objet de trois réimpressions et Panckoucke, même si son nom n'y apparaît pas, en récolte une partie des bénéfices.

#### Encyclopédie méthodique
La grande œuvre de Panckoucke est l’Encyclopédie méthodique, organisée par sujet plutôt que par ordre alphabétique. Protégé par le directeur de la Librairie François Michel Claude Benoît Le Camus de Néville, il reçoit une autorisation de publication en 1780 et fait paraître le premier Prospectus en 1782. Cet immense ensemble de 210 volumes paraît jusqu’en 1832, la publication après la mort de Panckoucke étant assurée par sa fille Thérèse-Charlotte Agasse, veuve de son associé Henri Agasse.

## Galerie

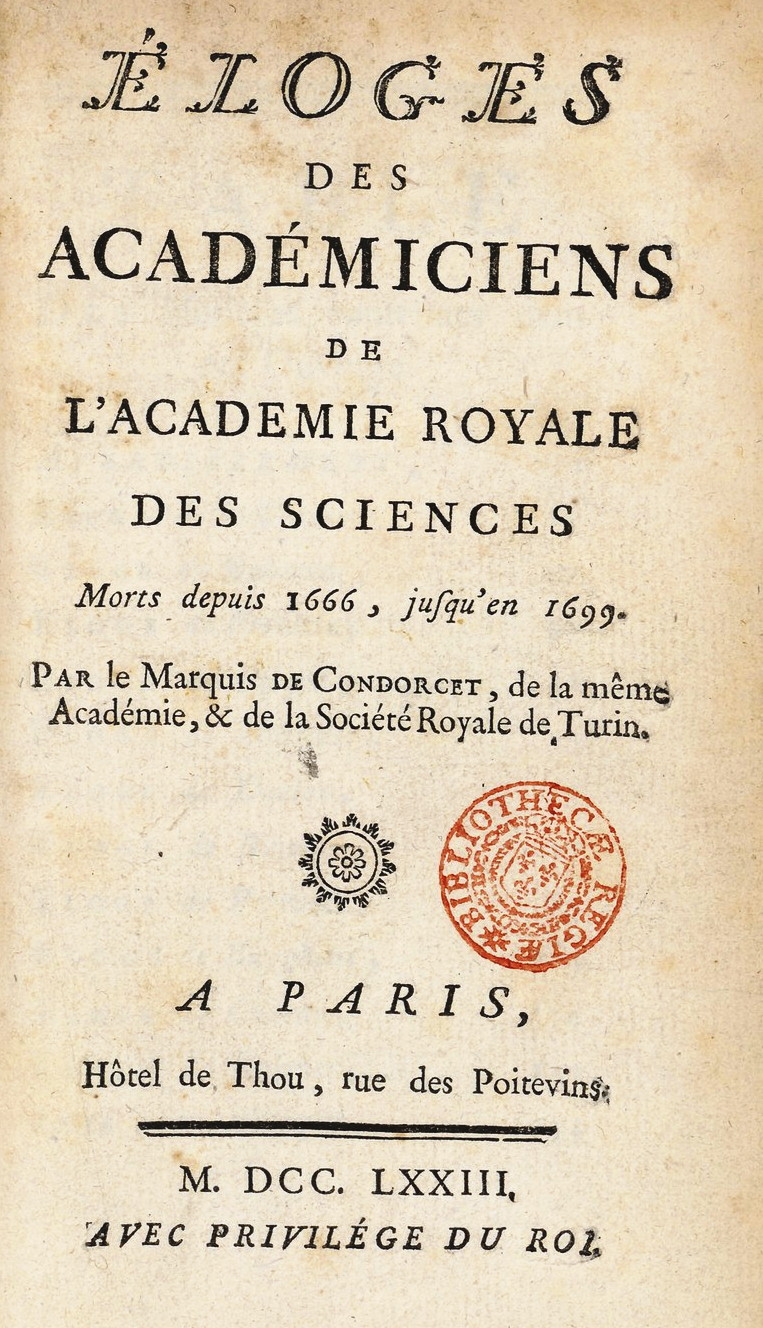
Éloges des Académiciens par Condorcet, 1773
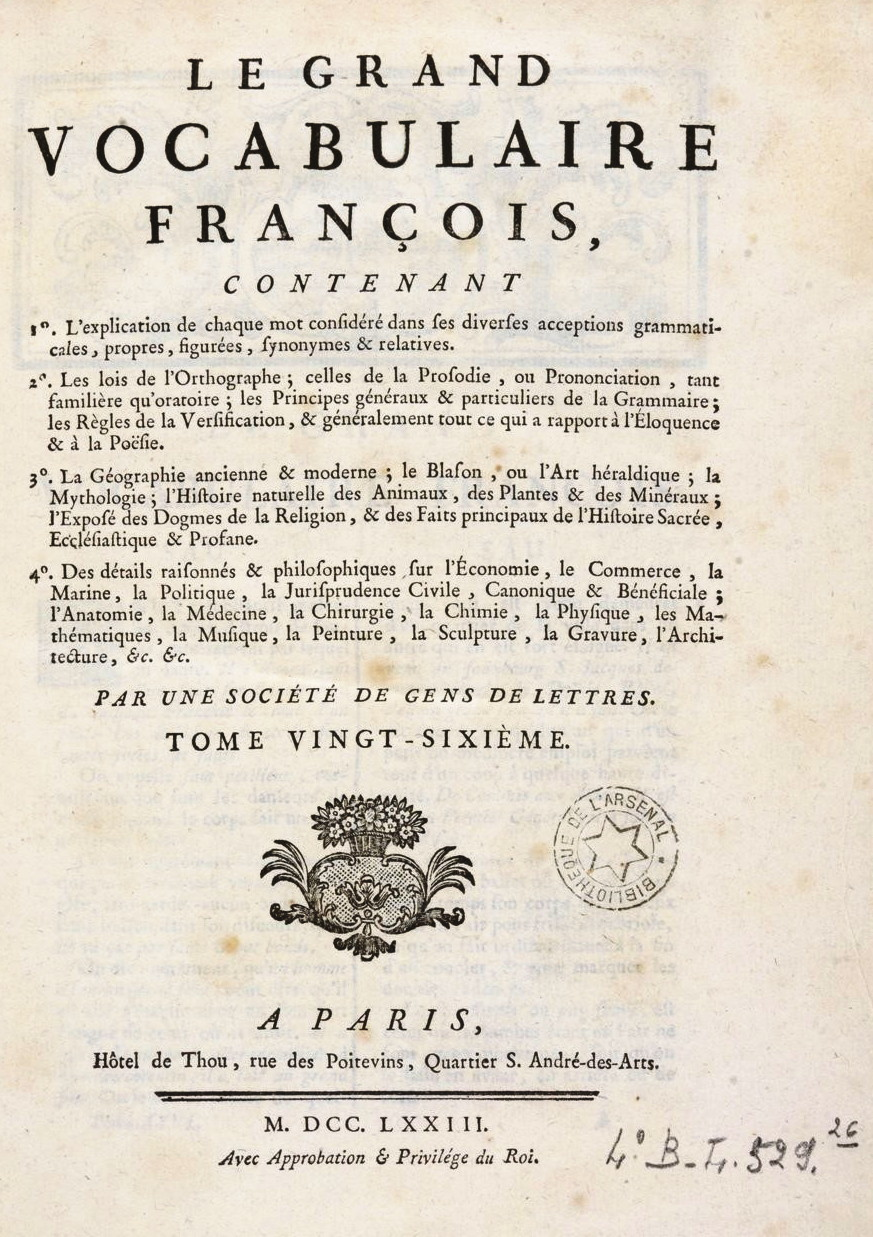
Le Grand Vocabulaire François, Tome 26, 1773
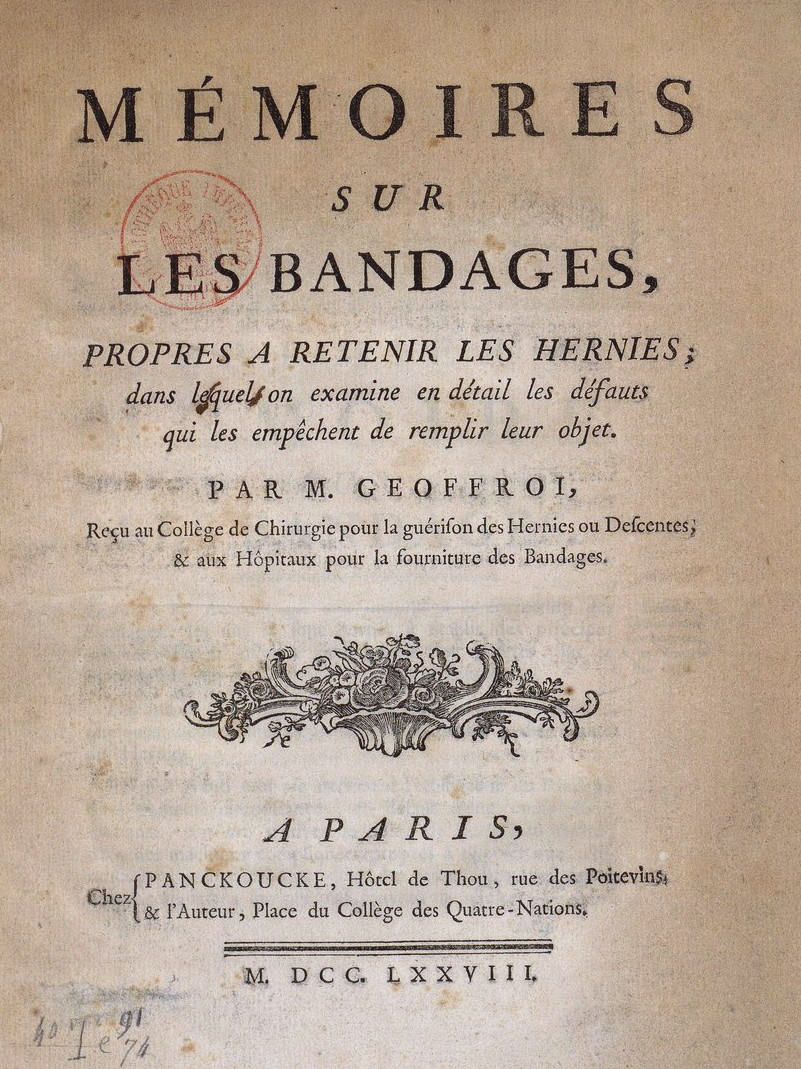
Étienne Louis Geoffroy, Mémoires sur les bandages, 1778
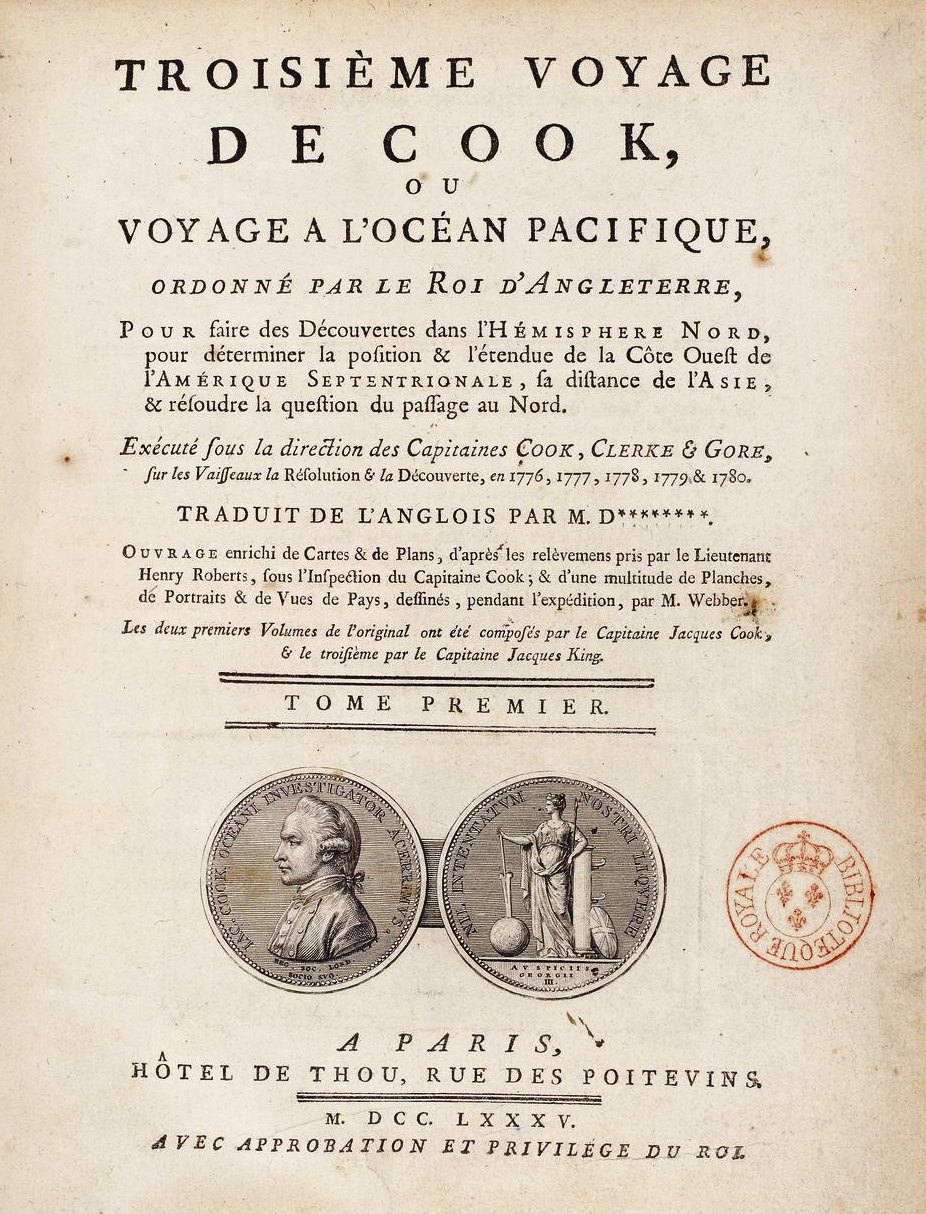
Troisième voyage de Cook, 1785
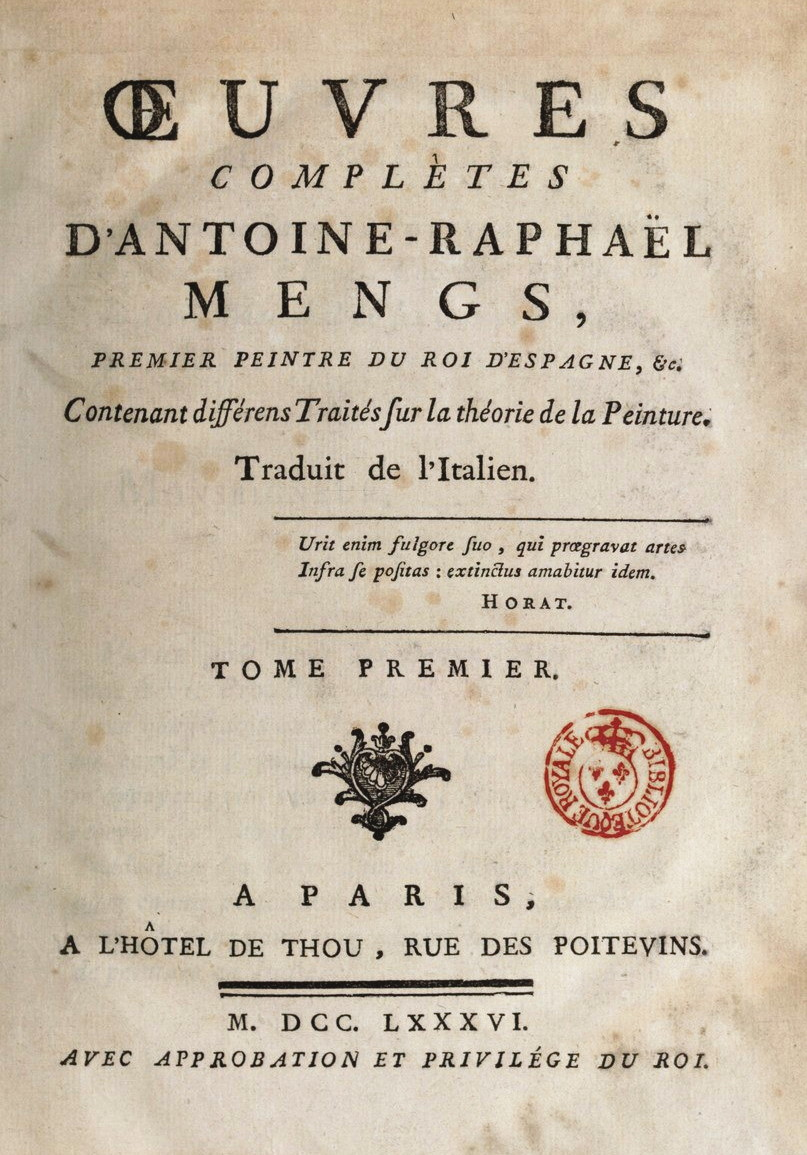
Œuvres complètes d'Anton Raphael Mengs, 1786

## Presse
Panckoucke lance son premier journal à Lille en 1761 : Annonces, Affiches et Avis divers pour les Pays-Bas français. Il s'agit d'un hebdomadaire paraissant le mercredi qui s'adresse à un public commerçant et intellectuel avec trois rubriques principales : économie, société, littérature. Il est vendu par souscription et distribué par la poste. Son rédacteur principal est Charles de Montlinot, chanoine de Saint-Pierre. La partie littéraire et scientifique prend de plus en plus d'importance, avec la présentation commentée d'ouvrages de Rousseau, de Voltaire, de Pope ou de Valmont de Bonare. Après un éloge appuyé de L'Émile, le procureur Charles-Alexandre de Calonne oblige Panckoucke à se rétracter publiquement. 42 numéros paraissent sous sa responsabilité, du 7 janvier 1761 au 20 octobre 1762.
Avec le fonds de la librairie Michel Lambert, qu'il achète entre 1762 et 1764, Panckoucke acquiert le privilège entier de plusieurs journaux : le Journal des savants, qui a le monopole des nouvelles scientifiques et littéraires, et auquel les autres journaux paient redevance pour les publier ; L'Année littéraire, dirigée par Élie Fréron, et le Journal chrétien, tous deux à la ligne anti-philosophique. Il acquiert également la moitié du privilège de L'Avant-Coureur, qui publie les cours publics de l'Université et indique les livres nouveaux. L'autre moitié du privilège est détenue par le futur beau-frère de Panckoucke, Couret de Villeneuve. Il supprime le Journal chrétien en janvier 1765, puis revend en décembre de la même année à Jacques Lacombe, futur collaborateur de l'Encyclopédie méthodique, le Journal des savants, qui ne lui avait servi qu'à annoncer ses éditions nouvelles, ainsi que L'Année littéraire dont le rédacteur en chef représentait le parti dévot.
Six ans plus tard, en juillet 1772, Panckoucke obtient le privilège du Journal historique et politique des principaux événements des différentes Cours de l'Europe. Il crée en 1773 un Journal de politique et de littérature, avec deux suppléments politiques sous le nom de Journal de Bruxelles en Belgique et de Journal de Genève en Suisse. La rédaction politique du Journal de Genève est assurée par Jean-Gaspard Dubois-Fontanelle de 1778 à 1784, par Jacques Mallet du Pan de 1784 à 1788, puis par Jacques Peuchet jusqu'en 1792. Celle du Journal de Bruxelles est tenue par Simon-Nicolas-Henri Linguet jusqu'en 1776, puis par Jean-François de La Harpe. Linguet est l'ennemi des Philosophes, mais il s'agit d'abord de lutter contre le Journal Encyclopédique de Pierre Rousseau, avec succès, le tirage montant à 6000 exemplaires.
En mai 1778, avec l'accord de Vergennes, ministre des Affaires étrangères, Panckoucke devient propriétaire du Mercure de France. Il garde le titre, mais modifie le contenu et l'équipe rédactionnelle. Il lui réunit le Journal de Bruxelles, et ajoute ainsi au contenu traditionnel (pièces fugitives, Beaux-Arts, Sciences) une rubrique étoffée de nouvelles politiques. Le tirage passe de 2 000 exemplaires en mai 1778 à 6 500 en juillet, et culmine à 20 000 en 1784. Le Mercure se maintient péniblement à flot pendant la Révolution, redevient hebdomadaire en 1793, puis décadaire. Panckoucke le cède le 26 janvier 1794 à son gendre, Henri Agasse.
En 1785, Panckoucke acquiert la Gazette de France, jusque-là propriété du gouvernement. Il y apporte peu de changements et n'enraie pas son déclin, sans doute pour ne pas concurrencer lui-même le Mercure. Le journal est repris par le ministère des Affaires étrangères fin 1791.

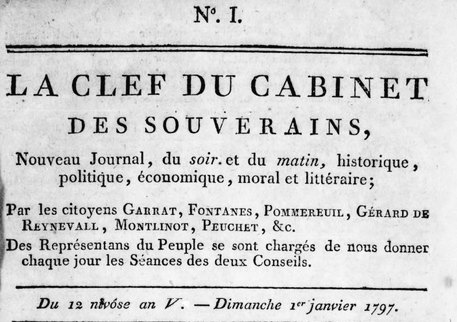
N° 1 de La Clef du cabinet des souverains

Cette position de propriétaire de journaux quasi-officiels vaut à Panckoucke des attaques lors de la Révolution. Il rejette l'accusation d'avoir été protégé par la Monarchie, et défend la liberté de la presse. En novembre 1789, il crée le Moniteur universel, contenant les débats de l’Assemblée constituante, les événements de politique intérieure et extérieure, et transcrivant en entier les actes publics, traités et autres documents authentiques. Jusqu'en 1792, le journal est dirigé par Mallet du Pan, avec la collaboration de Marmontel, La Harpe et Chamfort. Il se veut d'information, mais dérive rapidement vers un journal d'opinions hétéroclites. En 1792, après la journée du 10 août, le journal devient quotidien et Panckoucke remanie la rédaction. Quatre rédacteurs, tous d'obédience girondine, assurent la partie politique : Rabaud Saint-Étienne donne le compte-rendu de la Convention, Lenoir-Laroche s'occupe de la Commune de Paris et des nouvelles intérieures, Castéra couvre la politique étrangère et Garat les événements d'Europe.
La dernière création de Panckoucke en matière de presse est, le 1er janvier 1797, La Clef des cabinets des souverains sous-titré "Nouveau journal, du soir et du matin, historique, politique, économique, moral et littéraire", quotidien dont la devise est :« Vérité et impartialité », avec Jacques Peuchet comme rédacteur en chef. Le journal défend la politique du Directoire, il est supprimé en 1805 au début du Premier Empire.

## Famille
Il épouse le 7 août 1766 Thérèse Couret de Villeneuve, fille d'un imprimeur du Roy à Orléans. De ce mariage naissent :
- Antoinette Pauline, qui épouse Henri Agasse de Cresne, lequel prend la succession de son beau-père en 1796.
- Thérèse Caroline qui épouse l'architecte Antoine-François Peyre, et dont la fille Caroline-Gabrielle Peyre épouse Désiré Dalloz
- Charles-Louis-Fleury, qui épouse Ernestine Désormeaux, femme de lettres, artiste et traductrice de Goethe, dont il eut Ernest Panckoucke, éditeur.

Sa sœur, Amélie Panckoucke, femme de lettres et salonnière, épouse l'académicien Jean-Baptiste Suard, qui l'introduit dans les milieux littéraires.

## Écrits

### Littérature et sciences
- Discours philosophique sur le beau, sans lieu, ni date, 40 p. (lire en ligne)
- Calendrier général de la Flandre, du Brabant et des conquêtes du roi, Lille, chez l'auteur, 1748
- Usage de la raison, ou Réflexions sur la vie et les sentiments des anciens philosophes., Amsterdam, Aux dépens de la Compagnie, 1753, 392 p. (lire en ligne)
- De l'homme, et de la reproduction des différents individus, Ouvrage qui peut servir d'introduction & de défense à l'Histoire naturelle des animaux par M. de Buffon, Paris (Lille), Charles-Joseph Panckoucke, d'après la permission tacite accordée les 7 et 14 août 1760, 1761, 214 p. (lire en ligne)
- (anonyme), « Mémoire sur l'impossibilité de la quadrature du cercle », Journal des savants,‎ décembre 1765 (lire en ligne)
- Grammaire élémentaire et mécanique à l'usage des enfants de 10 à 14 ans, et des écoles primaires, par le cit. Charles Panckoucke, Paris, Pougin, 1795, 67 p.

### Politique
- Avis d'un membre du Tiers-État sur la réunion des ordres, demandée dans la plupart des protestations de la noblesse de Paris pour l'intérêt de la Commune, Sans lieu, 1789, 3 p.
- Lettre de M. Panckoucke à MM. le président et électeurs de 1791, Paris, de l'imprimerie de C. Simon, 1791, 29 p.
- Projet d'une adresse au Roi, tendant à ramener le calme et la paix, à empêcher la guerre et à rétablir Louis XVI dans l'esprit de la nation, Paris, Imprimerie de Demonville, 1791, 31 p.
- Mémoire sur les assignats, et sur la manière de les considérer dans l'état de baisse actuelle, envoyé... à la Convention nationale ou à son Comité des finances par le cit. Panckoucke, Paris, chez Pougin, an iii, 38 p.
- Nouveau mémoire sur les assignats, ou Moyen de liquider sur le champ la dette nationale, Paris, Pougin, dix fructidor an troisième [1795], 45 p. (lire en ligne)
- Sixième mémoire sur l'assignat, contenant une lettre du cit. Panckoucke... avec un nouveau projet de décret, amendé, corrigé, perfectionné sur tous les projets de décrets qui ont paru..., Paris, Pougin, an iv, 8 p. (lire en ligne)

### Traductions
- Essai de traduction libre de Lucrèce (traduction du 1er livre du De natura rerum), Sans lieu, 1766 (lire en ligne)
- La Jérusalem délivrée, poème du Tasse, traduit en compagnie de Nicolas-Étienne Framery, Panckoucke, 1785 (BNF 31435784)

### Ouvrages
- Suzanne Tucoo-Chala, Charles-Joseph Panckoucke & la librairie française, 1736-1798, Pau, Marrympouey Jeune ; Paris, Librairie Jean Touzot, 1977, 558 p. (ISBN 2-85302-001-0)[45],[46]

### Articles
- F. Chon, « Note historique sur la famille Panckoucke à Lille et à Paris », Mémoires de la Société des sciences, de l'agriculture et des arts de Lille, Tome XV,‎ 1888, p. 295-306 (lire en ligne)
- Robert Darnton (trad. de l'anglais), L'aventure de l'Encyclopédie, 1775-1800 : un best-seller au siècle des Lumières, Paris, Éditions du Seuil, coll. « Points / Histoire » (no H159), 2013 (1re éd. 1979), 445 p. (ISBN 978-0-674-08785-9, 2-262-00242-8 et 978-2-7578-3073-4)
- Gilles Feyel, « Presse et publicité en France (XVIIIe et XIXe siècles) », Revue Historique, vol. 2003/4, no 628,‎ 2003, p. 837-868 (lire en ligne)
- (en) David I. Kulstein, « The Ideas of Charles-Joseph Panckoucke, Publisher of the Moniteur Universel, on the French Revolution », French Historical Studies, vol. 4, no 3,‎ 1966, p. 304-319 (lire en ligne )
- (en) Jeff Loveland, « Panckoucke and the Circle Squarers », Eighteenth-Century Studies, vol. 37, no 2,‎ 2004, p. 215-236 (lire en ligne)
- Matthieu de Oliveira, « Le clan Panckoucke : stratégie professionnelle et ascension sociale d’une famille lilloise à l’époque des Lumières et de la Révolution », Revue d'Histoire moderne et contemporaine, vol. 2023/1, nos 70-1,‎ 2023, p. 89-114 (lire en ligne)
- Christophe Rey, « Charles-Joseph Panckoucke, artisan de l’encyclopédisme français », Université de Provence,‎ 2009 (lire en ligne)
- Christophe Rey, « Le regard socio-politique de Charles-Joseph Panckoucke dans le ”Grand Vocabulaire François” (1767-1774) », Dossiers d’HEL,‎ 2014 (lire en ligne)
- Suzanne Tucoo-Chala, « La diffusion des Lumières dans la seconde moitié du XVIIIe siècle : Ch.-J. Panckoucke, un libraire éclairé (1760-1799) », Dix-Huitième siècle, no 6,‎ 1974, p. 115-128 (lire en ligne)
- Suzanne Tocoo-Chala, William Murray et Jean Sgard (dir.), « Charles Joseph Panckoucke », dans Dictionnaire des journaux 1600-1789, Oxford, Voltaire Foundation, 1999 (lire en ligne)